# Sepedon femorata
Sepedon femorata är en tvåvingeart som beskrevs av Knutson och Orth 1984. Sepedon femorata ingår i släktet Sepedon och familjen kärrflugor.
Artens utbredningsområde är Spanien. Inga underarter finns listade i Catalogue of Life.